# جوئل امبید
جوئل هنس امبید (متولد ۱۶ مارس سال ۱۹۹۴) بازیکن حرفه‌ای بسکتبال کامرونی است که برای تیم فیلادفیا سونی سیکسرز در NBA بازی می‌کند. سونی سیکسرز او را در انتخاب شماره ۳ انتخاب کرد و به سومین بازیکن کامرونی تبدیلش کرد که در NBA بازی خواهد کرد. او به برای دانشگاه Kansas بازی می‌کرد.

## دوران دبیرستان
امبید در شهر Yaoundé کامرون به دنیا آمد. پدر او افسر ارتش است. امبید در اصل برنامه داشت که به بازی حرفه‌ای والیبال در اروپا بپردازد. در ۱۵ سالگی، او برای اولین بار شروع به بسکتبال بازی کردن کرد و بازی خود را با بازی بازیکن بازنشسته بسکتبال، حکیم اولاجوهان، مدل‌سازی کرد. امبید در کمپ تمرینی Luc Mbah a Moute، یک بازیکن کامرونی و حال حاضر تیم مینتسوتا تیمبرولوز، کشف شد و وجود Luc Mbah a Moute به عنوان مربی، امبید به آمریکا رفت تا بتواند خود را به یک بازیکن حرفه‌ای بسکتبال تبدیل کند.
امبید در آکادمی Montverde ثبت نام کرد، اما بعد از یک سال حضور از آنجا منتقل شد. بعد از آن امبید به دبیرستان Rock School، یک مدرسه مسیحی واقعاً در فلوریدا، رفت و یک دانش آموز پنج ستاره بود. او در نوامبر سال ۲۰۱۲ اعلام کرد که به دانشگاه Kansas خواهد پیوست. همچنین امبید را با بهترین بازیکنان NBA یعنی هکیم اولاجوهان و تیم دانکن مقایسه می‌کردند.

## دوران دانشگاه
در ۱۳ فوریه ۲۰۱۴، امبید جزو ۳۰ بازیکن برتر دانشگاهی نایسمیت نام گرفت.
در ۱۱ مارس ۲۰۱۴،ESPN اعلام کرد که امبید تورمنت منطقه Big12 و همچنین تورنمنت دانشگاه‌ها را بخاطر ترک گرفتن کمرش، از دست خواهد داد. در فصل ۱۴–۲۰۱۳، امبید ۲۸ بازی انجام داد و در میانگین ۲۳٫۱ دقیقه حضورش در زمین، رکورد ۱۱٫۲ امتیاز، ۸٫۱ ریباند، ۱٫۴ پاس منجر به گل و ۲٫۳ بلاک شات را به ثبت رساند.

## دوران حرفه‌ای
با توجه به اولین سال حضورش در Kansas، امبید اعلام کرد که در مراسم درفت سال ۲۰۱۴ حضور خواهد داشت. در نزدیکی روز درفت، امبید بخاطر شکستگی استخوان کتفش زیر عمل جراحی قرار گرفت و انتظر می‌رود که ۵ تا ۸ ماه را بخاطر ریکاوری نتواند بازی کند. او در مراسم درفت در انتخاب شماره ۳ توسط تیم فیلادفیا سونی سیکسرز، انتخاب شد.